# Заплава Малої Висі
Заплава Малої Висі — орнітологічний заказник місцевого значення. Об'єкт розташований на території Маловисківського району Кіровоградської області, поблизу с. Краснопілка.
Площа — 2 га, статус отриманий у 1996 році.